# Кетченеровское сельское муниципальное образование
Кетченеровское сельское муниципальное образование — сельское поселение в Кетченеровском районе Калмыкии. Административный центр — посёлок Кетченеры.

## География
СМО расположено в северо-западной части Кетченеровского района в двух геоморфологических зонах: западная часть СМО — на восточных склонах Ергенинской возвышенности, восточная — на Прикаспийской низменности. На территории поселения преобладают каштановые почвы и солонцы.
Граничит на западе с Ростовской областью, на севере — с Сарпинским районом Калмыкии (Обильненское и Аршань-Зельменьские СМО) и на северо-востоке — с Тугтунским СМО, на востоке — с Чкаловским СМО, на юге с Гашун-Бургустинским СМО.

### Климат
Климат резко континентальный – лето жаркое и очень сухое, зима малоснежная, иногда с большими холодами. Температура воздуха среднегодовая +8,5оС. Средняя температура самого теплого месяца – июля +24оС. Абсолютный максимум температуры +42оС.· Абсолютный минимум температуры -33,3оС. Продолжительность теплого периода 240-275 дней. Продолжительность солнечного сияния составляет 2 180-2 250 часов (182-186 дней) в году. Средняя продолжительность периода с устойчивым снежным покровом составляет 101 день. Среднегодовая скорость ветра составляет – 5,0 м/сек.·Особенностью территории являются засухи и суховеи: летом бывает до 120 суховейных дней.

## Гидрография
Гидрографическая сеть СМО представлена, в основном, малыми реками: на территории протекает р. Элиста, её притоком р. Передняя Элиста и водотоком балки Амта-Бургуста.

## Население
| 2002  | 2010  | 2011  | 2012  | 2013  | 2014  | 2015  |
| ----- | ----- | ----- | ----- | ----- | ----- | ----- |
| 4404  | ↘4276 | ↘4267 | ↘4107 | ↘4016 | ↘3995 | ↗4001 |
| 2016  | 2017  | 2018  | 2019  | 2020  | 2021  |       |
| ↘3967 | ↘3925 | ↘3907 | ↘3806 | ↘3678 | ↘3544 |       |

Население СМО (на 01.01.2012 г.) составляет 4883 чел.. Свыше 90 % населения проживает в посёлке Кетченеры. Плотность населения в СМО составляет 8,11 чел./км². Из общего количества населения – 4883 чел., население моложе трудоспособного возраста составляет 1437 чел., (29,42 %), в трудоспособном возрасте – 1369 чел. (28,03 %), старше трудоспособного возраста – 2077 чел. (42,53%). Соотношение мужчин и женщин составляет, соответственно, 48,4 % и 51,6 %.
Национальный состав: калмыки – 93,5 %, русские – 4,3 %, другие национальности – 2,2 %.

## Состав сельского поселения
| № | Населённый пункт | Тип населённого пункта          | Население |
| - | ---------------- | ------------------------------- | --------- |
| 1 | Бургсун          | посёлок                         | ↗60       |
| 2 | Кетченеры        | посёлок, административный центр | ↘3242     |
| 3 | Шин-Мер          | посёлок                         | ↘304      |

## Экономика
К основным видам деятельности населения в РМО относится сельское хозяйство (34,18 % занятых в экономике), образование (24,69 %), обслуживание (17,1 %). Число безработных в СМО – 0,44 тыс. чел., (10,9 % населения СМО). Агропромышленный комплекс в СМО представлен сельхозпредприятием – ОАО племзавод «Сухотинский» (сельское хозяйство и охота), 38 КФХ и 93 ЛПХ.